# UNIVAC

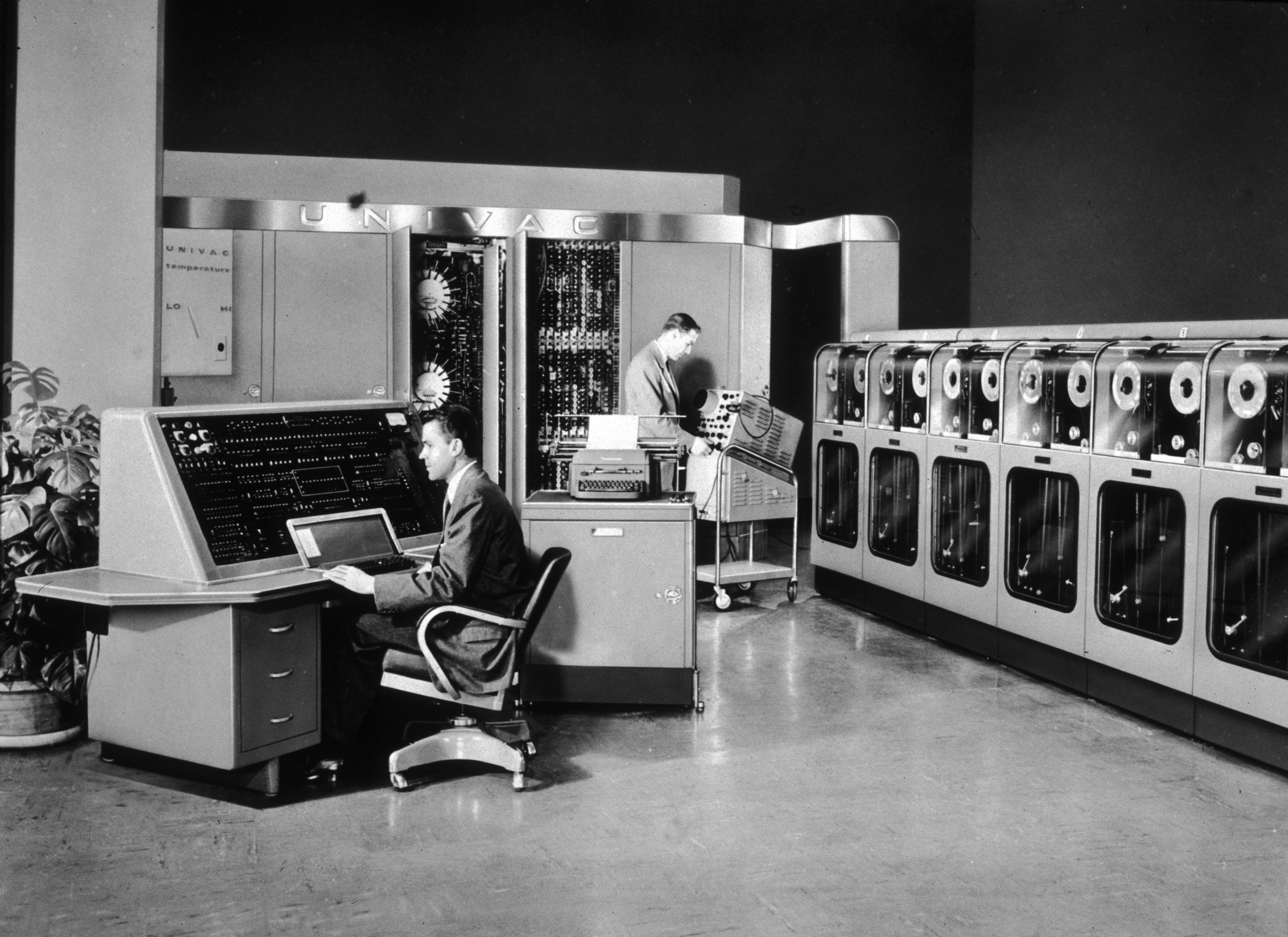
O UNIVAC I em uso nos Estados Unidos em 1951.

UNIVAC é uma empresa desenvolvedora de computadores formada em 1950. UNIVAC é sigla de UNIVersal Automatic Computer. Se uniu a outras empresas na década de 1970 para formar a BUNCH.